# Michael Curt Elwenspoek
Michael Curt Elwenspoek (genannt: Miko Elwenspoek; * 9. Dezember 1948 in Eutin, Deutschland; † 13. April 2021 in Enschede, Niederlande) war ein deutscher Physiker und Hochschullehrer.

## Leben
Elwenspoek promovierte 1983 an der Freien Universität Berlin mit einer Arbeit zum Thema Kernquadrupolrelaxation und Assoziation in flüssigen Alkalilegierungen. Von 1987 bis 2018 war er Professor für Physik an der Universität Twente in den Niederlanden.

## Forschungsinteressen, Leistungen
Elwenspoek forschte auf dem Gebiet der Transduktionstechnologie, der Mikrosysteme, der Mikrofluidik, der mikroelektromechanischen Sensoren, der Mikromaschinen und ihrer Anwendung in der Robotik. Mit seiner Gruppe entwickelte er die erste Mikropumpe und den ersten Mikromischer. Die von ihm entwickelten Sensoren waren eine Mischung aus Elektrotechnik, Maschinenbau und Chemie. Elwenspoek entwickelte eine besondere Art der Datenspeicherung: einen dreidimensionalen Speicherkristall, der sich selbst zusammensetzt. Elwenspoek schlug vor, die Biologie in die Ingenieurwissenschaften zu integrieren, da die Technik aus ihr wertvolle Anregungen erhalten könne. Überhaupt trat er für eine breitere interdisziplinäre, transdisziplinäre und multidisziplinäre Bildung der Studenten ein. Als Anerkennung seiner Leistungen erhielt Elwenspoek von der Universität Twente den Titel Simon Stevin Meester. Elwenspoek hatte über 600 Veröffentlichungen und einen h-Index von 78.
Elwenspoek gründete an der Fakultät Science and Technology der Universität Twente den multidisziplinären Bachelorstudiengang Advanced Technology. Dieser Studiengang sollte den Studenten breites technisches Wissen vermitteln. Sie sollten dabei lernen, technische Aspekte und gesellschaftlichen Bedürfnisse zu kombinieren. Der Studiengang kombinierte und integrierte verschiedene natur- und ingenieurwissenschaftliche Einzelwissenschaften.

## Familie
Michael Elwenspoek war der Sohn des Übersetzers Wilm Wolfgang Elwenspoek und der Übersetzerin Elli (auch: Elly) Karla Dora Magda Elwenspoek, geborene Sommer (* 26. September 1913).
Sein Großvater war der Schauspieler Curt Elwenspoek (1884–1959), seine Großmutter war dessen 1. Ehefrau Charlotte Elisa Karolina Hirschberg (* 24. Oktober 1889 in Aachen; † 1972 in Stuttgart, Heirat mit Curt Elwenspoek 1910).
Die Übersetzerin Monika Elwenspoek (1941–2001) war eine Tante von Michael Elwenspoek, Tochter von Curt Elwenspoek und dessen 4. Ehefrau Hildegard Gertrud Zeidler (* 20. April 1915; † nach April 1959, Heirat mit Curt Elwenspoek 1939).
Michael Elwenspoek war verheiratet und hatte drei Kinder.

## Veröffentlichungen (Auswahl)
- Miko Elwenspoek: Long-Time Data Storage: Relevant Time Scales, 2011, doi:10.3390/challe2010019 online
- Miko Elwenspoek: Micromachines – An Open Access Journal on Microelectromechanical Systems (MEMS), 2010, doi:10.3390/mi1020034 online
- Miko Elwenspoek, Henri V Jansen: Silicon Micromachining, Cambridge university press, Band 7, 2004, ISBN 0-521-59054-X umfangreiche Leseprobe in der Google-Buchsuche
- Miko Elwenspoek, Remco Wiegerink: Mechanical Microsensors, Springer Berlin, 2001, ISBN 978-3-540-67582-2 umfangreiche Leseprobe in der Google-Buchsuche
- Miko Elwenspoek: Thermal flow micro sensors in CAS'99 Proceedings. 1999 International Semiconductor Conference (Cat. No. 99TH8389), Band 2, 1999 online
- Miko Elwenspoek: On the mechanism of anisotropic etching of silicon in Journal of the Electrochemical Society, Band 140 online
- M Elwenspoek, Leif Smith, B Hok: Active joints for microrobot limbs in Journal of micromechanics and microengineering, Band 2, 1992